# فندق إمبريال (طوكيو)
فندق الإمبريال، طوكيو (باليابانية: 帝国ホテル، تِيكوكو هوتيرو؛ بالإنجليزية: Imperial Hotel, Tokyo) هو فندق تاريخي يقع في منطقة أوتشيساوايتشو في حي تشيودا وسط طوكيو. تم تأسيسه في أواخر ثمانينيات القرن التاسع عشر بناءً على طلب من الطبقة الأرستقراطية اليابانية، بهدف استضافة الأعداد المتزايدة من الزوار الغربيين إلى البلاد.

## الموقع
يقع الفندق جنوب أراضي القصر الإمبراطوري في طوكيو، بمحاذاة الموقع السابق لخندق القصر. ويُطل اليوم على:
- قصر طوكيو الإمبراطوري
- منتزه هيبيا بمساحة تقارب 40 فدانًا (16 هكتارًا)
- أحياء يوراكوتشو وغينزا التجارية والترفيهية

## التاريخ والرمزية
تم تأسيس فندق الإمبريال كمبادرة لاستقبال الضيوف الغربيين بطريقة تعكس الحداثة والرقي الياباني في تلك الحقبة. ومنذ ذلك الحين، أصبح واحدًا من أشهر فنادق اليابان وأكثرها عراقة، واستضاف شخصيات عالمية من رؤساء دول ومشاهير.
يُشار إلى فندق الإمبريال كثيرًا ضمن ما يُعرف باسم "الثلاثة الكبار" أو "غوسانكي" (御三家) في عالم الضيافة اليابانية في طوكيو، إلى جانب:
- فندق أوكورا طوكيو
- فندق نيو أوتاني طوكيو

هذا التشبيه مستوحى من منازل الفروع الثلاثة لعشيرة توكوغاوا خلال فترة إيدو، والتي كانت تُعد أعمدة النخبة السياسية والثقافية، تمامًا كما يُنظر إلى هذه الفنادق الثلاثة في السياق الفندقي الحديث.